# Central térmica de Granadilla
La central térmica de Granadilla es una central mixta ubicada en el municipio de Granadilla de Abona, en la isla de Tenerife.
Consta de 2 grupos de vapor y 2 motores diésel que funcionan con fuel. Además cuenta con dos turbinas de gas y dos ciclos combinados que funcionan con gasóleo.

## Historia
En 1989, comenzó el montaje del primer grupo Gas 1, de 37,5 MW de potencia, con objeto de apoyar a la central térmica de Candelaria mediante una turbina de gas, que ofrecía una rápida respuesta en caso de emergencia. La puesta en servicio de este grupo tuvo lugar el 24 de agosto de 1990.
En 1991 se pusieron en marcha  dos grupos diésel de 24 MW cada uno. Su funcionamiento es en régimen base y semi-punta. 
Con objeto de atender el incremento de demanda energética eléctrica provocado por el turismo, se decidió incorporar a la central dos grupos de fuelóleo de 80 MW cada uno. Estos grupos entraron en funcionamiento el 5 de septiembre y el 8 de diciembre de 1995. Su funcionamiento es en régimen base. 
En 2000, como consecuencia del rápido incremento del consumo eléctrico en la isla, comenzó la instalación del grupo Gas, de 42 MW de potencia. Su puesta en marcha tuvo lugar el 10 de diciembre de 2001. Su funcionamiento cubre las puntas de consumo.
El primer ciclo combinado de 226 MW consta de dos turbinas de gas de 70 MW y una de vapor de 70 MW interconectadas entre sí. El segundo ciclo combinado de 236 MW consta de dos turbinas de gas de 78,4 MW y una de vapor de 75,1 MW interconectadas entre sí. Ambos ciclos combinados utilizan gasóleo como combustible y su funcionamiento es en régimen base.
El 29 de septiembre de 2019, se presentó un apagón que dejó sin suministro eléctrico a toda la isla de Tenerife (España), se presume que todo se originó en esta central lo que ocasionó que toda la red eléctrica cayera en cascada.

## Propiedad
La central térmica de Granadilla está participada por:
- Endesa  100%